# 千葉県立松戸高等学校
千葉県立松戸高等学校（ちばけんりつ まつどこうとうがっこう）は、千葉県松戸市中和倉にある県立高等学校。略称は「松高」。長らく女子高として存在していたが、堂本暁子前知事就任後、県内公立女子校の男女共学化が行われ、2004年より共学としてスタートした。県内で唯一、公立校で芸術科をもつことでも有名。

## 学校の特徴
- 公立高校には珍しく、天体観測用ドームが設置されている。校庭は芝生が生育し、敷地内に緑地も多い。面積も広く、敷地内にセミナーハウス（松韻会館）を有している。
- 制服は男女ともにブレザーである。
- 女子の制服でも、スラックスが認められている。
- 2年、3年次に演劇、芸術系の授業とることができる。
- 芸術科をもつことから、東京芸術大学をはじめとした芸術系（美術系）大学や専門学校への進学率が高い。

## 設置課程
全日制課程
- 普通科
- 芸術科（2004年度開設）

以前は商業科、家庭科が設置されていたが、現在は無い。

## 沿革
- 1919年4月 - 千葉県東葛飾郡立松戸実科高等女学校として開校。
- 1923年4月 - 県へ移管、千葉県立松戸高等女学校と改称。
- 1948年4月 - 学制改革により、千葉県立松戸高等学校となる。普通科、家庭科を設置。
- 1950年3月 - 松戸市立農商高等学校商業科の統合により、商業科を設置。
- 1965年11月 - 新校舎竣工、現在地へ移転。
- 1966年4月 - 家庭科を廃止。在籍する生徒が女子のみとなる。
- 2004年4月 - 男女共学に戻る。芸術科を設置。

## 学校行事
- 4月 - 入学式、校外学習（遠足）
- 5月 - 1年球技祭、中間考査
- 7月 - 期末考査
- 9月 - 松高祭（文化祭）、体育祭
- 10月 - 中間考査
- 11月 - 2年修学旅行
- 12月 - 期末考査
- 3月 - 学年末考査、卒業式

## 部活動
| - 陸上部 - バドミントン部 - バスケットボール部 - バレーボール部 - ソフトボール部 - テニス部 - フェンシング部 - 弓道部 - 剣道部 - バトン部 - 野球部 - 茶道部 - アート部 - なぎなた部 - サッカー部 | - 合唱部 - 漫画創作部 - 演劇部（3度の全国大会出場経験のある関東屈指の強豪校として知られる。） - 写真部 - 吹奏楽部 - 箏曲部 - 生物部 - 華道部 - 地学部 - クッキング部 - コンピューター部 |

## 著名な出身者

### 芸能
- 色川京子（声優）
- 臼田あさ美（女優、ファッションモデル）
- 桜花りな（元・宝塚歌劇団花組娘役）
- 夏海はるか（元・宝塚歌劇団星組娘役）
- 涼葉まれ（宝塚歌劇団花組男役）

## 不祥事

### バレーボール部顧問による体罰
2022年6月29日、バレーボール部の部活動中に女子部員にボールを投げつけけがを負わせたとして、傷害の疑いで部の顧問を務める教諭が逮捕された。逮捕容疑は同年5月2日午前8時15分ごろ、同高校体育館で練習中、女子部員の顔にバレーボールを複数回投げつけ、全治1週間の軽傷を負わせた疑い。警察によると、女子部員がプレーでミスをしたことに憤慨し、至近距離から投げたとされる。7月19日、2021年にも同じ部員にボールを投げつけたとして、この教諭が暴行の疑いで再逮捕された。元教諭は傷害と暴行の罪で略式起訴のれ、9月1日付で松戸簡易裁判所から罰金40万円の略式命令を受けた。2023年3月17日、千葉県教育委員会はこの教諭を減給3カ月（10分の1）の懲戒処分とした。

## 最寄駅・交通手段
- JR常磐線北松戸駅徒歩約19分（経路案内）又は松戸新京成バス[3・3A]「県立松戸高校」「松戸市立総合医療センター」行・県立松戸高校下車
- JR常磐線馬橋駅徒歩約19分（経路案内）
- 京成松戸線松戸新田駅徒歩約21分（経路案内）
- JR常磐線松戸駅から松戸新京成バス[3]「県立松戸高校」「松戸市立総合医療センター」行・県立松戸高校下車